# Paratriodonta makalica
Paratriodonta makalica är en skalbaggsart som beskrevs av Escalera 1914. Paratriodonta makalica ingår i släktet Paratriodonta och familjen Melolonthidae. Inga underarter finns listade i Catalogue of Life.